# Toyota 7
La Toyota 7 è una vettura da competizione Gruppo 7 realizzata dalla Toyota nel 1968.

## Sviluppo
La 7 venne sviluppata dalla Toyota per entrare nelle competizioni riservate alle auto che rientravano nelle specifiche del Gruppo 7.

## Tecnica

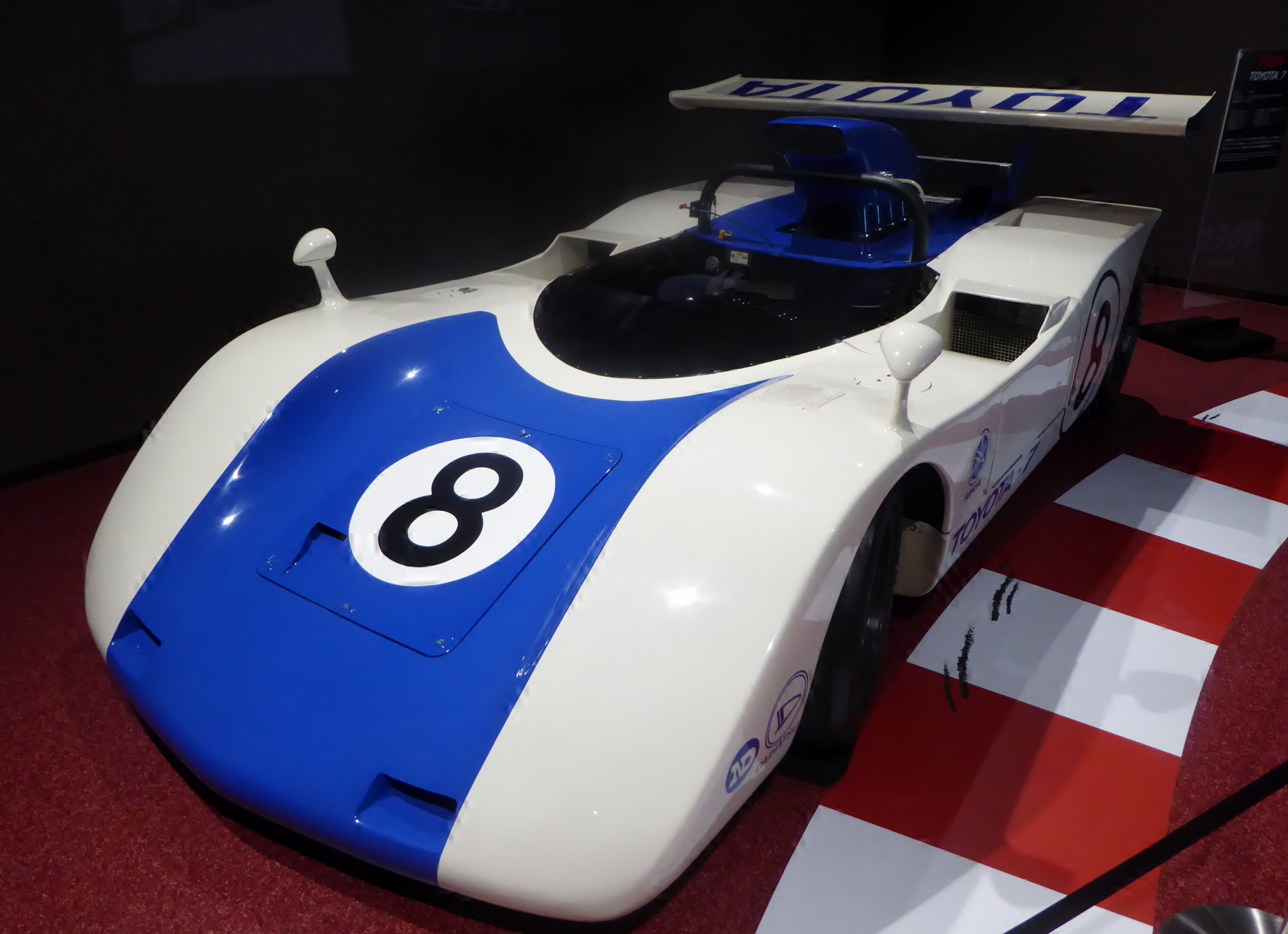
La Toyota 7 seconda serie
(1969)

Come propulsore per equipaggiare il mezzo era stato impiegato un Toyota V8 dalla potenza di 300 cv gestito da un cambio Aisin a cinque rapporti manuale. La carrozzeria era in fibra di vetro e poggiava su di un telaio tubolare in alluminio. L'impianto frenante era composto da quattro freni a disco ventilati, mentre le sospensioni erano composte da doppi bracci trasversali, molle elicoidali coassiali con gli ammortizzatori e barre stabilizzatrici nella sezione anteriore e bracci oscillanti inferiori trasversali, collegamenti superiori, bracci longitudinali, molle elicoidali, ammortizzatori e barre stabilizzatrici nella sezione posteriore.

## Attività sportiva
La Toyota 7 venne schierata per la prima volta in griglia di partenza al Gran Premio del Giappone. Durante la stagione, affidata a Sachio Fukuzawa e Minoru Kawai, ottenne diverse vittorie e piazzamenti, tra cui il primo posto alla 1000 km del Fuji , alla 12 Ore di Suzuka e alla 1000 km di Suzuka.
Nel 1969 si ebbero diversi piazzamenti a podio, e nel 1970 era in progetto una partecipazione al campionato Can-Am, ma la morte dei piloti Fukuzawa e Kawai durante i test indusse la squadra a ritirare la vettura dalle competizioni.